# Mija Aleksić

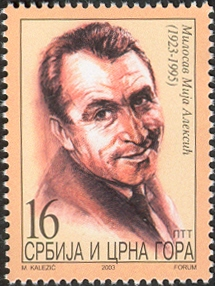
Serbische Briefmarke aus dem Jahr 2003

Milosav Mija Aleksić (serbisch-kyrillisch Милосав Мија Алексић; * 26. September 1923 in Gornja Črnuca, Königreich Jugoslawien; † 12. März 1995 in Belgrad, Serbien) war ein jugoslawisch-serbischer Schauspieler.

## Leben
Aleksić besuchte das Gymnasium in Kragujevac. Im Alter von 18 Jahren wurde er Zeuge des Massakers von Kraljevo und Kragujevac, bei dem die deutsche Wehrmacht über 2000 Einwohner Kragujevacs wahllos erschoss. Kurz nach der Befreiung Kragujevacs gab Aleksić am Knjaževsko-srpski teatar in Kragujevac sein Schauspieldebüt und gehörte bis 1948 zum Ensemble des Theaters. Er absolvierte ein Jurastudium und war von 1951 bis 1965 Mitglied des Jugoslawischen Nationaltheaters. Anschließend war er Ensemblemitglied des Dramatischen Theaters in Belgrad und wurde 1977 freischaffender Künstler.
Aleksić kam 1950 zum Film und gab sein Leinwanddebüt in Muva. Zu Beginn wurde er vor allem in komödiantischen Rollen in Lustspielen und Musikfilmen eingesetzt und wurde einer der ersten Fernsehstars Jugoslawiens. In späteren Filmen war Aleksić auch als Charakterdarsteller gefragt.
Aleksić verstarb 1995 und wurde auf dem Neuen Friedhof in Belgrad beigesetzt.

## Filmografie (Auswahl)
- 1950: Muva
- 1958: Jedini izlaz
- 1960: Liebe und Mode (Ljubav i moda)
- 1960: Mirko macht alles (Drug predsednik centarfor)
- 1960: Bolje je umeti
- 1961: Frühling in der kleinen Stadt (Prvi gradanin male vaoši)
- 1961: Das Glück in der Aktentasche (Sreća v torbi)
- 1962: Wir treffen uns heute Abend (Srešćemo se večeras)
- 1962: Doktor (Dr.)
- 1963: Männer (Muškarci)
- 1965: Geprüft: keine Minen (Proverno min net)
- 1966: Ein serbischer Traum (San)
- 1967: Ich traf sogar glückliche Zigeuner (Skulpljači perja screcne cigan?)
- 1967: Eine Pistole für Mimica (Sretni umiru dvaput)
- 1967: Ein serbischer Morgen (Jutro)
- 1968: Ein serbischer Mittag (Podne)
- 1969: Es regnet auf mein Dorf (Biće skoro propast svet)
- 1969: Serbische Schuhputzerballade (Krvava bajka)
- 1971: Uloga moje porodice u svetskoj revoluciji
- 1974: 67 Tage – Die Republik von Uzice (Užička republika)
- 1975–1979: Vaga za tacno merenje (TV-Serie)
- 1980: Gelegenheitsarbeit (Rad na odredeno vreme)
- 1982: Doktorka na selu (TV-Serie)
- 1992: Tango argentino

## Auszeichnungen
Für seine Darstellung des Ujka Blagoje in Soja Jovanović’ Film Doktor wurde Aleksić 1962 auf dem Pula Film Festival (Festival igranog filma u Puli) mit der Goldenen Arena als Bester Darsteller ausgezeichnet.